# Webtrekk
Webtrekk — немецкая компания, специализирующаяся на веб-аналитике в режиме реального времени. Особенностями Webtrekk является работа с исходными необработанными данными (raw data) и соответствие стандартам сохранности данных, подтвержденным немецкой сертификационной организацией «TÜV Saarland».

## История
Компания Webtrekk была основана в 2004 году генеральным директором Кристианом Зауэром и техническим директором Норманом Ваншаффом. В 2009 году компания Webtrekk получила венчурные инвестиции в размере 1 миллиона евро от Corporate Finance Partners как победитель конкурса Publisher Initiative Contest, организованного компанией Awin. В 2012 году компания Webtrekk получила награду Frost & Sullivan за «Окончательное внедрение „реального времени“ в онлайн/цифровую аналитику». В июне 2014 года фирма получила новое финансовое вливание в размере 25 миллионов евро от Deutsche Private Equity (DPE). В 2018 году компания Webtrekk получила бронзовую награду International Stevie Award в категории «Бизнес или конкурентная разведка» за инструмент отслеживания кросс-устройств Cross Device Bridge. В 2019 году Webtrekk был удостоен немецкой премии Stevie Award в золотой номинации за прогнозы в реальном времени. В том же году компания Webtrekk была приобретена поставщиком услуг в области маркетинговых технологий Mapp.